# 俄罗斯宇宙主义

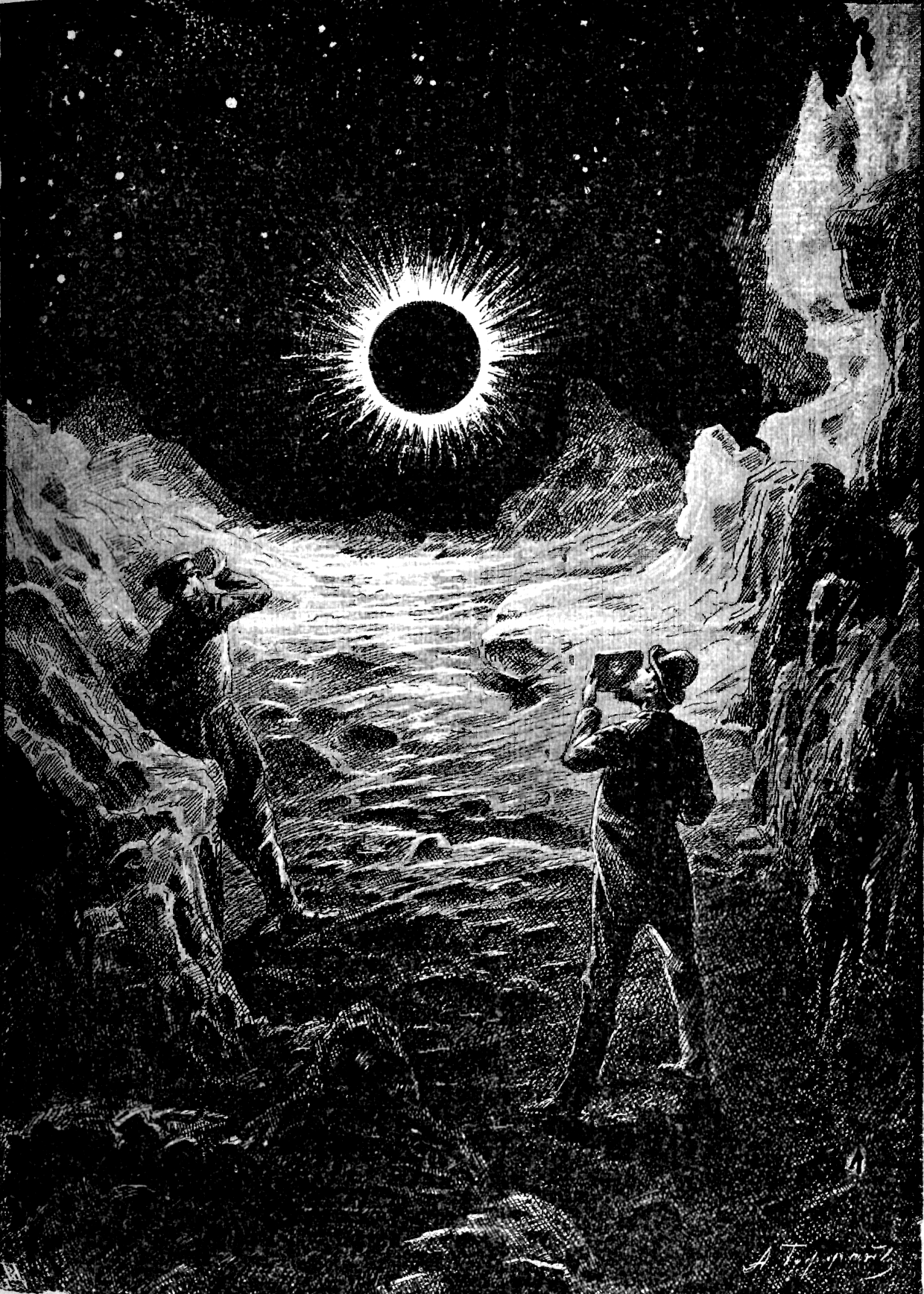
齐奥尔科夫斯基的科幻教育小说《月球上》的插图

俄罗斯宇宙主义是一个在19世纪末期兴起的俄罗斯哲学和文化运动，以及在20世纪初再次出现。在20世纪初期，爆发了大量关于星际旅行的科学探究，主要受到儒勒·凡尔纳和H·G·威尔斯等小说作家以及俄罗斯宇宙主义等哲学运动的推动。